# Андресс, Урсула
Урсула Андресс (нем. Ursula Andress; род. 19 марта 1936, Берн) — швейцарская актриса, бывшая модель и секс-символ, снимавшаяся в американских, британских и итальянских фильмах.
В семнадцать лет Урсула переехала в Рим, где и началась её карьера фотомодели, постепенно она начала сниматься в кино в массовке. Её прорывной ролью стала роль девушки Джеймса Бонда Хани Райдер в первом фильме об агенте 007 «Доктор Ноу» (1962) с Шоном Коннери в главной роли. Позже она сыграла роль Веспер Линд, другой девушки Бонда в пародийном фильме 1967 года «Казино Рояль». Среди других заметных фильмов с участием Андресс были: «Веселье в Акапулько» (1963), «Четверо из Техаса» (1963), «Она» (1965), «Десятая жертва» (1965), «Красное солнце» (1971), «Бог людоедов» (1978), «Битва титанов» (1981) и «Пётр Великий» (1986).
На 21-й церемонии вручения наград премии «Золотой глобус» в 1964 году, Андресс получила награду в категории «Лучший дебют актрисы», за роль в фильме «Доктор Ноу».

## Биография

### Ранние годы
Урсула Андресс родилась 19 марта 1936 года в Остермундигене, недалеко от столицы Швейцарии Берна. Третья из шести детей немца Рольфа Андресса, работника германского посольства в Берне, и Анны, ландшафтного дизайнера, швейцарки франко-итальянского происхождения. Её отец был выслан из Швейцарии по политическим причинам, и её дед, садовый дизайнер, стал её опекуном. По словам Урсулы её дед был очень строгим человеком, ей приходилось много работать по дому и в теплицах на участке, но это воспитало в ней дисциплину. У неё есть брат Хайнц и четыре сестры — Эрика, Шарлотта, Гизела и Катей.
До шестнадцати лет она училась в школе в Берне и говорила на нескольких языках, включая французский, немецкий и итальянский. В течение года Урсула изучала искусство в Париже, затем уехала в Рим, где стала работать няней.

### Карьера

#### Первые роли и популярность (1954—1969)
Андресс отдыхала на вечеринке, где познакомилась с продюсером, который предложил ей пройти пробы на роль в итальянском фильме. Пробы прошли успешно, и она получила роли в фильмах «Американец в Риме» (1954), «Приключения Джакомо Казановы» (1955) и «Цепь вражды» (1955). Её увидел один из голливудских директоров, который убедил Урсулу попытать счастье в Голливуде.
Андресс приехала в Голливуд в конце 1955 года. Весной того же года она подписала семилетний контракт с Paramount Pictures с зарплатой 287 долларов в неделю. Компания сразу отправила Андресс на занятия по английскому языку, дикции, местному этикету, актёрскому мастерству и общему развитию личности. Но успехов не было и по контракту она не получила ни одной роли, через год компания посчитала, что на Андресс рассчитывать не стоит. «Большую часть времени я проводила за просмотром старых фильмов с Марлен Дитрих», — вспоминала позже Андресс. Андресс получила некоторую известность благодаря тому, что встречалась с Джеймсом Дином незадолго до его смерти. Позже она сама выкупила свой контракт у студии. В 1956 году она подписала контракт со студией Columbia Pictures. В итоге она так же не снялась ни в одном фильме студии. Она осталась в Голливуде, потому что в 1957 году вышла замуж за Джона Дерека. В 1959 году было объявлено, что они с Дереком снимутся в фильме «Сильное разнообразие» (англ. High Variety), но фильм так и не вышел.
Андресс вернулась на экраны в 1962 году, снявшись в эпизоде телесериала антологии «Триллер», под названием «La Strega». При посредничестве Кирка Дугласа, сценарий первой ленты о Джеймсе Бонде оказался в руках Андресс. Продюсер фильма Альберт Брокколи был восхищён фотографией, на которой её запечатлел муж Джон Дерек, и без проб отдал роль Урсуле. Вскоре она стала всемирно известной благодаря роли Хани Райдер, ныряльщицы за ракушками, девушки Джеймса Бонда в фильме «Доктор Ноу» (1962). В сцене, ставшей культовой в истории кино и моды, она вышла на берег Карибского моря в белом бикини с большим дайверским ножом на бедре. Эта сцена сделала Андресс «квинтэссенцией» девушек Бонда. Позже Андресс сказала, что своей карьерой она обязана тому белому бикини: «Это бикини сделало меня успешной. В результате того, что я снялась в фильме «Доктор Ноу» в качестве первой девушки Бонда, я получила свободу выбора будущих ролей и финансовую независимость». Бикини, в котором она снималась в фильме, было продано на аукционе в 2001 году за 41 125 фунтов стерлингов. В 2003 году в британском опросе канала Channel 4 её выход в фильме «Доктор Ноу» был признан №1 в списке «100 величайших сексуальных моментов». За своё появление в фильме Андресс в 1964 году получила премию «Золотой глобус» в номинации «Лучший дебют актрисы».
После этого Андресс сыграла главную женскую роль в мюзикле с Элвисом Пресли «Веселье в Акапулько» (1963). В том же году снялась в вестерне «Четверо из Техаса» вместе с Анитой Экберг, Фрэнком Синатрой и Дином Мартином. Оба фильма получили широкую известность. Менее известным был фильм, в котором Андресс снялась вместе с Дереком, «Кошмар на солнце» (1965). «Дерек обещал разрешить своей жене Урсуле сняться обнажённой в сцене с Альдо Рэем», — писал позже режиссёр фильма Марк Лоуренс, — «но за день до съёмок он передумал. Позже он опубликовал обнажённую Урсулу для Playboy и получил за своё искусство 15 000 долларов». В 1965 году её обнажённые фотографии из «Кошмара на солнце» были опубликованы в Playboy; это был первый из семи раз, когда она была изображена в журнале в течение следующих пятнадцати лет. На вопрос, почему она согласилась сниматься в Playboy, Андресс холодно ответила: «Потому что я красивая».
Андресс была приглашена на главную роль в фильм «Она» (1965), где исполнила роль бессмертной королевы, для Hammer Films и Seven Arts Productions, съёмки проходили в Англии и Израиле. Андресс согласилась сниматься в этом фильме в рамках контракта с Seven Arts на две картины; фильм имел финансовый успех в прокате. Андресс не снималась в сиквеле «Ее возмездие» (1968), так как её контракт истёк до того, как начались съёмки. «Меня заставили сняться в „Она“. Это был очень дешёвый фильм Hammer, и единственное, что мне понравилось, это костюмы», — вспоминала Андресс. «Мне просто повезло, что я хорошо выглядела в нём, всё из-за того, что меня прекрасно снимали».
Андресс сыграла роль второго плана в комедии «Что нового, киска?» (1965) по сценарию Вуди Аллена, которая стала огромным хитом. После она отправилась во Францию, чтобы сыграть возлюбленную Жана-Поля Бельмондо в фильме «Злоключения китайца в Китае» (1965), который был популярен во Франции; в дальнейшем между ней и Бельмондо завязались романтические отношения, что привело к разводу между ней и Дереком (хотя на тот момент они уже год жили раздельно). Андресс переехала в Париж, чтобы жить с Бельмондо, и Франция стала её домом на следующие семь лет. В Италии она снялась вместе с Марчелло Мастроянни в научно-фантастическом фильме «Десятая жертва» (1965). Следующей фильм с её участием был голливудский фильм о Первой мировой войне с Джорджем Пеппардом «Голубой Макс» (1966), который так же имел успех в прокате.
Андресс снялась в своём втором фильме для Seven Arts: это был ещё один фильм с Дереком, который снова сыграл главную роль, а также был режиссёром картины. «Однажды, прежде чем я умру» (1966) снимался на Филиппинах. Более широкую известность в то время получила сатирическая пародия на Джеймса Бонда «Казино Рояль» (1967), также как и «Что нового, киска?», спродюсированная Чарльзом Фельдманом, где Андресс сыграла Веспер Линд, случайную шпионку, которая уговаривает Ивлина Трембла, сыгранного Питером Селлерсом, выполнить задание. Фильм стал большим кассовым хитом. По некоторым данным её гонорар составил 200 000 фунтов стерлингов. Режиссёр Вэл Гест работавший с Андресс над «Казино Рояль» говорил: «Я не думаю, что когда-либо встречал человека, который был бы настолько любим всеми в студии. Они все сделали бы для неё всё, и это действительно нечто. Когда-нибудь кто-нибудь выведет настоящую Урсулу на экран в комедии, и она поразит всех. Проблема в том, что она такая напряжённая».
В Италии она появилась вместе с другой бывшей девушкой Бонда Клодин Оже в фильме «Нежные синьоры» (1968) режиссёра Луиджи Дзампа. Затем она отправилась в Африку, чтобы сняться в фильме «Южная звезда» (1969) с Джорджем Сигалом, фильм стал хитом в прокате в Англии. Начиная с 1969 по 1979 годы Андресс практически во всех фильмах в которых снималась появлялась либо обнажённой или полуобнажённой, за что пресса называла её «Раздетая Урсула» (англ. Ursula Undress).

#### Спад карьеры (с 1970 года)
Андресс отправилась в Англию, чтобы сняться в фильме о грабителях «Идеальная пятница для преступления» (1970) со Стэнли Бейкером и Дэвидом Уорнером в главных ролях. В Испании она снялась в фильме «Красное солнце» (1971), вестерне с международным актёрским составом, включая Чарльза Бронсона, Тосиро Мифуне и Алена Делона. В интервью 1972 года она сказала: «Я думаю, что мой образ, особенно для американцев, это образ роковой женщины, женщины, пожирающей мужчин. Я не пустоголовая, не расчётливая и не холодная. Но, возможно, моя внешность создаёт такое впечатление. Я дисциплинированна в своих поступках и недисциплинированна в своих эмоциях. Я не могу контролировать то, что чувствую, или скрывать свои чувства». Далее Андресс снялась в нескольких боевиках «Последний шанс» (1973), «Удар в тростнике» (1975) и «Африка экспресс» (1975). Она сыграла главную роль в фильме «Чувственная медсестра» (1975) и снялась в комедии с другой бывшей девушкой Бонда, Барбарой Буше, «Глупые попки и горячие трусишки» (1976). Андресс сыграла Жозефину де Богарне в фильме «Скарамуш» (1976) с Майклом Сарразином. Она снялась в продолжении «Африканского экспресса», «Сафари-экспресс» (1976), а затем в ещё одном фильме с Мастроянни, «Двойное убийство» (1978). В 1978 году Андресс исполнила главную роль в культовом фильме ужасов «Бог людоедов» (1978), где вместе с ней снялся Стейси Кич. Далее последовала роль в комедийной антологии «Дикие постели» (1979) Луиджи Дзампы и «Пятый мушкетёр» где она сыграла Луизу де Лавальер.
В 1981 году Андресс вместе с Лоренсом Оливье снялась в фильме «Битва титанов», где сыграла Афродиту. Во время съёмок у неё завязались отношения с исполнителем главной роли Гарри Хэмлином, от которого впоследствии она родила ребёнка. В 1982 году она сыграла роль Мэйбл Додж в приключенческо-драматическом фильме Сергея Бондарчука, который был разделён на две части «Красные колокола. Фильм 1. Мексика в огне» и «Красные колокола. Фильм 2. Я видел рождение нового мира». В том же году Андресс снялась в эпизодах таких телесериалов как «Человек-животное» и «Лодка любви». В 1985 году вышел французский фильм с участием Андресс «Свобода, равенство, кислая капуста».
Далее Урсула Андресс снималась преимущественно в малобюджетных, непримечательных фильмах и телесериалах. На телевидении она участвовала в мини-сериале «Пётр Великий» 1986 года, получившем премию «Эмми», и присоединилась к актёрскому составу мыльной оперы идущей в прайм-тайм «Фэлкон Крест» в роли экзотической иностранки, которая помогает герою Дэвида Селби спасти Дану Спаркс. Андресс также снималась в фильмах «Профессор: Дива» (1988) с Бадом Спенсером и «Один против мафии: Убийства в китайском квартале» (1989).
С начала 90-х годов Андресс стала очень редко появляться на экране. Она снималась в таких фильмах как: «Классовое будущее» (1990), «Фантагиро, или Пещера золотой розы 3» (1993), «Фантагиро, или Пещера золотой розы 4» (1994) и «Кремастер 5» (1995). Её последней ролью на сегодняшний день стала роль «Мадонны» в малобюджетном швейцарском фильме 2005 года «Проповедь птицам».
В 2008 году она снялась в документальном фильме «Шедевр или подделка? История Эльмира де Хори».

### Личная жизнь
Урсула Андресс заявила, что потеряла девственность с женатым актёром Дэниелом Гелином в 1953 году, когда ей было 17, а ему 32 года. После переезда в США в 1955 году она встречалась с Деннисом Хоппером. А после с Джеймсом Дином незадолго до его смерти в 1955 году. Дин хотел жениться на Андресс, но по словам актрисы, «легко было его любить, но не выйти замуж». В том же году у актрисы завязались отношения с режиссёром Джоном Дереком. Ради неё Дерек оставил семью и в 1957 году женился на Андресс, свадьба состоялась в Лас-Вегасе. В 1964 году они разошлись из-за её романа со звездой «Однажды, прежде чем я умру» Роном Эли. В 1966 году их брак был официально расторгнут. В это время всё ещё замужняя Андресс публично встречалась с Джоном Ричардсоном, её коллегой по фильму «Она», и Марчелло Мастроянни, её коллегой по фильму «Десятая жертва».
С 1965 по 1972 год Андресс жила с Жан-Полем Бельмондо. По её словам, он был любовью всей её жизни. С 1973 по 1977 год (за исключением одного года, когда они расстались) она встречалась с другим коллегой по фильму «Последний шанс», Фабио Тести. Она также встречалась с Райаном О'Нилом, Джоном Делореаном, Хельмутом Бергером, Паоло Паццалья, Джонни Дорелли, Франко Неро, с которым позже снялась в фильме «Красные колокола», Нельсом Ван Паттеном и Риччи Мартином.
Когда Андресс сломала руку в конце лета 1978 года, официальная версия гласила, что она попала в ураган «Норман» во время занятий бодисерфингом в Малибу, но ходили слухи, что на самом деле она получила травму во время ссоры со своим бой-френдом О'Нилом. О'Нил и Андресс состояли в отношениях дважды, сначала с 1972 по 1973 год, затем снова с 1977 по 1978 год.
На съёмках «Битвы титанов» Андресс познакомилась с актёром Гарри Хэмлином и у них начались отношения. Хэмлин был на 15 лет моложе Урсулы. В возрасте 44 лет 19 мая 1980 года она родила от него сына, Димитрия Александра Хэмлина. В ночь родов Линда Эванс отвезла Андресс в больницу, пока ассистент Эванс Банки Янг забирал Хэмлина со съёмочной площадки фильма «Царя горы». Хотя она была помолвлена с Хэмлином, пара так и не поженилась. В 1983 году Хэмлин бросил её.
В середине 1980-х годов у Андресс были романтические отношения с бразильским футболистом Пауло Роберто Фалькао, актёром Жерардом Амато, певцом Хулио Иглесиасом, застройщиком недвижимости Стэном Германом и греческим культуристом Марио Натокисом. В 1986 году она начала встречаться с будущим членом Региональной ассамблеи Сицилии Фаусто Фагоне, тогда студентом экономического факультета университета; ему было 20, а ей 50. Их отношения приводили родителей Фагоне в ярость и продолжались до 1991 года. Позже в том же году Андресс недолго встречалась с экспертом по боевым искусствам Джеффом Спикмэном, с тех пор ни с кем публично не встречалась.
В 2000 году у Андресс был обнаружен остеопороз. Осмотр показал, что кости её бёдер проявляют первые признаки ослабления, но она проигнорировала диагноз. Андресс «по глупости» не считала заболевание серьёзным и говорила: «Я всегда была спортивной и много занималась физическими упражнениями. Я никогда не курила, всегда хорошо питалась, включая молочные продукты, и пила вино только во время еды». В 2008 году Андресс впервые прошла полное медицинское обследование после постановки диагноза. Врачи сообщили, что результаты сканирования показали, что состояние её костей сильно ухудшилось. Она договорилась со своим врачом о том, что лечение можно проводить раз в год. Золедроновая кислота, одна из форм бисфосфоната, вводилась в виде ежегодной 15-минутной инфузионной терапии. Андресс была настолько встревожена опасностью, что рассказала о своём состоянии в рамках кампании The Timeless Women. Цель кампании — опровергнуть мнение о том, что остеопороз это болезнь, которой страдают старушки, и призвать женщин всех возрастов обратить внимание на здоровье своих костей, пока не стало слишком поздно.
В 2017 году Андресс со значительной прибылью продала свой дом в Беверли-Хиллз. С 2020 года Андресс живёт в квартире в Риме и дома в Швейцарии, рядом с братьями и сёстрами. «У меня была очень сказочная жизнь, и если бы мне пришлось уйти завтра, я бы не возражала», — говорила Андресс в одном из последних интервью.

## Критика
Чарли Ларджент с сайта Trailers from Hell говорит, что 60-е годы были «золотым веком» для Андресс, она «могла доминировать в фильме, просто появившись и раздевшись». В фильме «Десятая жертва» она отлично пародировала свой же образ роковой женщины из «Доктора Ноу», а в фильме «Идеальная пятница для преступления» Андресс проявила свой «комедийный талант». Актёрский талант актрисы в комедийных фильмах также отмечает и кинокритик Марк Деминг.
Председатель правления студии Hammer Джеймс Каррерас говорил, что когда ищет актрису для студии, то обращает внимание на то, что бы у неё было «хорошее лицо и фигура, конечно. Но это ещё не всё; она должна обладать особым магнетизмом». По мнению журналиста с сайте Cinebeats часто женщины студии обладали оригинальной внешностью, искренностью, обаянием или актёрским мастерством, которые выделяли их из общей массы, Урсула Андресс в их числе «обладала силой и энергией». Так же он пишет, что она «была сногсшибательной красавицей, но при этом не испытывала страха, была независимой, уверенной и немного опасной, что может быть одновременно пугающим и невероятно манящим». Эти качества сделали актрису идеальной кандидатурой на главную роль королевы в фильме «Она» студии Hammer. Она тонко воплощает на экране характер Айеши так, как «это никогда не удалось бы более слабой актрисе».
Критик Поль Гайта с сайта AllMovie в своей рецензии на фильм «Бог людоедов» отмечает, что Урсула Андресс помогает добавить в фильм, необходимые ему штрихи стиля и мастерства.

## Стиль и влияние
Андресс имела большое влияние в дни, предшествовавшие сексуальной революции, когда от знаменитых женщин обычно ожидали мягкости и покорности, она помогла ускорить изменение отношения, представив образ женщины, «столь же яростно независимой, сколь и желанной». На светских мероприятиях Андресс всегда появлялась с пышной причёской, любила надевать платья с большим вырезом и «драпировки, напоминающие одеяния греческих богинь». В повседневной жизни актриса предпочитала удобные свитеры, укороченные брюки, кожаные пиджаки, а волосы собирала в тугой хвост. Белое бикини, в которое была одета Урсула Андресс, когда исполняла роль Ханни Райдер в фильме 1962 года «Доктор Ноу», считается одним из наиболее известных бикини всех времён и знаковым моментом в кинематографе и моде. Это один из важнейших моментов в истории бикини, а сама сцена неоднократно сравнивалась с шедевром Боттичелли «Рождение Венеры». Продажи бикини, состоящих из двух частей, верха и низа, взлетели вверх после роли Андресс. Бикини Андресс стало важным событием в истории женщин, явившись в период зарождения сексуальной революции. Момент, в котором Андресс выходит из моря в этом бикини, упоминается как один из знаменитейших моментов в кино, при этом и наиболее эротичных. Данная сцена была многократно спародирована и скопирована в дальнейшем.
В 1995 году Андресс была выбрана журналом Empire как одна из «100 самых сексуальных звёзд в истории кино». В рейтинге «100 самых сексуальных звёзд столетия» журнала Playboy, Андресс заняла 19-е место.

## Фильмография
| Год  |   | Русское название                                 | Оригинальное название                         | Роль |
| ---- | - | ------------------------------------------------ | --------------------------------------------- | --- |
| 1954 | ф | Американец в Риме                                | Un Americano a Roma                           | Астрид |
| 1955 | ф | Приключения Джакомо Казановы                     | Le Avventure di Giacomo Casanova              | в титрах не указана |
| 1955 | ф | Цепь вражды                                      | La catena dell'odio                           | в титрах не указана |
| 1962 | с | Триллер                                          | Thriller                                      | Луана (эпизод La Strega) |
| 1962 | ф | Доктор Ноу                                       | Dr. No                                        | Хани Райдер |
| 1963 | ф | Веселье в Акапулько                              | Fun in Acapulco                               | Маргарита Дофин |
| 1963 | ф | Четверо из Техаса                                | 4 for Texas                                   | Максин Рихтер |
| 1965 | ф | Кошмар на солнце                                 | Nightmare in the Sun                          | Марша Уилсон |
| 1965 | ф | Она                                              | She                                           | Аиша |
| 1965 | ф | Что нового, киска?                               | What’s New Pussycat?                          | Рита |
| 1965 | ф | Четверо из Техаса                                | 4 for Texas                                   | Максин Рихтер |
| 1965 | ф | Злоключения китайца в Китае                      | Les Tribulations d'un Chinois en Chine        | Александрин Пинардель |
| 1965 | ф | Десятая жертва                                   | La Decima Vittima                             | Каролин Мередит |
| 1966 | ф | Голубой Макс                                     | The Blue Max                                  | Каети |
| 1966 | ф | Однажды, прежде чем я умру                       | Once Before I Die                             | Алекс |
| 1967 | ф | Казино «Рояль»                                   | Casino Royale                                 | Веспер Линд |
| 1967 | ф | Нежные синьоры                                   | Le Dolci signore                              | Норма |
| 1969 | ф | Южная звезда                                     | The Southern Star                             | Эрика Крамер |
| 1970 | ф | Идеальная пятница для преступления               | Perfect Friday                                | Леди Бритт Дорсет |
| 1971 | ф | Красное солнце                                   | Soleil rouge                                  | Кристина |
| 1973 | ф | Последний шанс                                   | L'ultima chance                               | Мишелль Нолтон |
| 1975 | ф | Удар в тростнике                                 | Colpo in canna                                | Нора Грин |
| 1975 | ф | Два сердца, один волос                           | Due cuori, una cappella                       | играет саму себя |
| 1975 | ф | Африка экспресс                                  | Africa Express                                | Мадлен Купер |
| 1975 | ф | Чувственная медсестра                            | L'infermiera                                  | Анна |
| 1976 | ф | Скарамуш                                         | Le avventure e gli amori di Scaramouche       | Жозефин де Богарне |
| 1976 | ф | Сафари-экспресс                                  | Safari Express                                | Мириам |
| 1976 | ф | Глупые попки и горячие трусишки                  | Spogliamoci così, senza pudor...              | Марина |
| 1977 | ф | Двойное убийство                                 | Doppio delitto                                | Принцесса Дель Орсо |
| 1978 | ф | Бог людоедов                                     | La Montagna del dio cannibale                 | Сьюзан Стивенсон |
| 1979 | ф | Дикие постели                                    | Letti selvaggi                                | вдова |
| 1979 | ф | Пятый мушкетёр                                   | The Fifth Musketeer                           | Луиза де Лавальер |
| 1981 | ф | Битва титанов                                    | Clash of the Titans                           | Афродита |
| 1982 | ф | Красные колокола                                 | Красные колокола                              | Мэйбл Додж |
| 1983 | с | Человек-животное                                 | Manimal                                       | Карен Джейд |
| 1983 | с | Лодка любви                                      | The Love Boat                                 | Кэрол Стэнтон (эпизоды China Cruise: The Pledge/East Meets West/Dear Roberta/My Two Dumplings: Part 1 China Cruise: The Pledge/East Meets West/Dear Roberta/My Two Dumplings: Part 2) |
| 1985 | ф | Свобода, равенство, кислая капуста               | Liberté, égalité, choucroute                  | Мария-Антуанетта |
| 1986 | с | Пётр Великий                                     | Peter the Great                               | Атали (эпизод Part I) (эпизод Part II) (эпизод Part III) (эпизод Part IV) |
| 1988 | с | Фэлкон Крест                                     | Falcon Crest                                  | Мадам Малек (эпизод Hornet's Nest) (эпизод King's Gambit) (эпизод Telling Tales) |
| 1988 | с | Большой человек                                  | Big Man                                       | Сьюзи Камински (эпизод Diva) |
| 1988 | ф | Классовое будущее                                | Klassezämekunft                               | Агнес |
| 1989 | ф | Один против мафии: Убийства в китайском квартале | Man Against the Mob: The Chinatown Murders    | Бетти Старр |
| 1993 | ф | Фантагиро, или Пещера золотой розы 3             | Fantaghirò 3                                  | Кселисия |
| 1994 | ф | Фантагиро, или Пещера золотой розы 4             | Fantaghirò 4                                  | Кселисия |
| 1997 | ф | Кремастер 5                                      | Cremaster 5                                   | Королева цепей |
| 2005 | ф | Проповедь птицам                                 | Die Vogelpredigt oder Das Schreien der Mönche | Мадонна |

## Награды
| Год  | Награда                                   | Категория                                | Работа       | Результат | Прим.  |
| ---- | ----------------------------------------- | ---------------------------------------- | ------------ | --------- | ------ |
| 1964 | Laurel Awards                             | Топ новых актрис. 5е место               |              | Номинация | [ 75 ] |
| 1964 | Золотой глобус                            | «Лучший дебют актрисы»                   | «Доктор Ноу» | Победа    | [ 76 ] |
| 1966 | Золотой глобус (Премия Генриетты)         | Фаворитка мирового кино - женщина        |              | Номинация | [ 77 ] |
| 2003 | Almería International Short Film Festival | Премия Almería Tierra de Cine Award      |              | Победа    | [ 78 ] |
| 2019 | CinEuphoria Awards                        | Почётная награда за достижения в карьере |              | Победа    | [ 78 ] |